# Lithaire
Lithaire is een voormalige gemeente in het Franse departement Manche in de regio Normandië. De plaats maakt deel uit van het arrondissement Coutances.

## Geschiedenis
De gemeente maakte deel uit van het kanton La Haye-du-Puits tot dit op 22 maart 2015 werd opgeheven en Lithaire werd opgenomen in het kanton Créances. De gemeente fuseerde op 1 januari 2016 met Coigny, Prétot-Sainte-Suzanne en Saint-Jores tot de commune nouvelle Montsenelle.

## Geografie
De oppervlakte van Lithaire bedraagt 14,1 km², de bevolkingsdichtheid is 36,8 inwoners per km².
De onderstaande kaart toont de ligging van Lithaire met de belangrijkste infrastructuur en aangrenzende gemeenten.

## Demografie
Onderstaande figuur toont het verloop van het inwonertal (bron: INSEE-tellingen).

Coigny · Lithaire · Prétot-Sainte-Suzanne · Saint-Jores